# 東港左鮃
東港左鮃（学名：Laeops tungkongensis），又名扁魚、皇帝魚、半邊魚、比目魚，为輻鰭魚綱鰈形目鰈亞目鮃科左鮃屬下的一个种，為熱帶海水魚，分布於中西太平洋南中國海海域，棲息在底層水域，生活習性不明。